# Racek (divadelní hra)

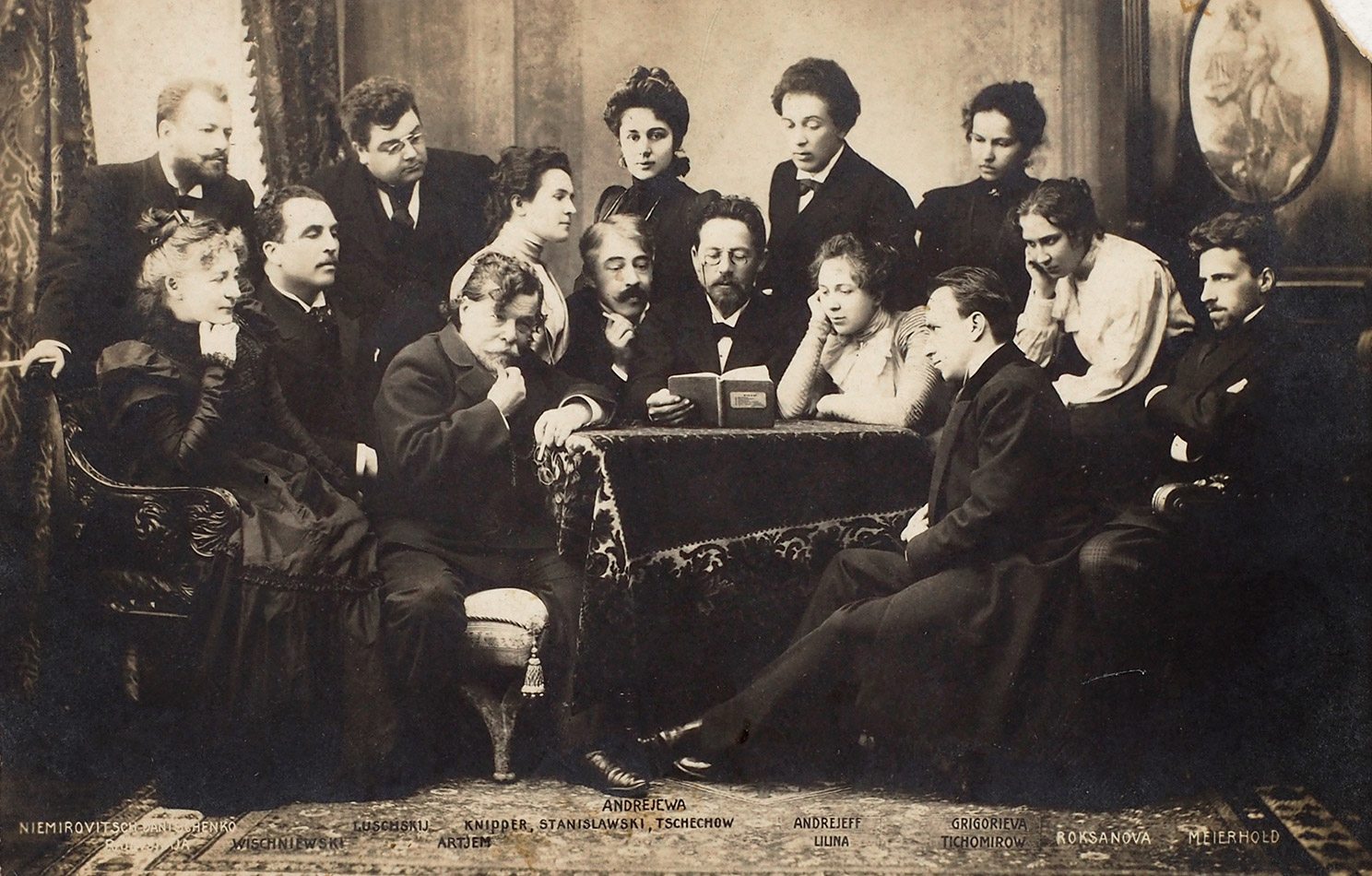
Anton Pavlovič Čechov čte hru Racek hercům MCHATu (1899)

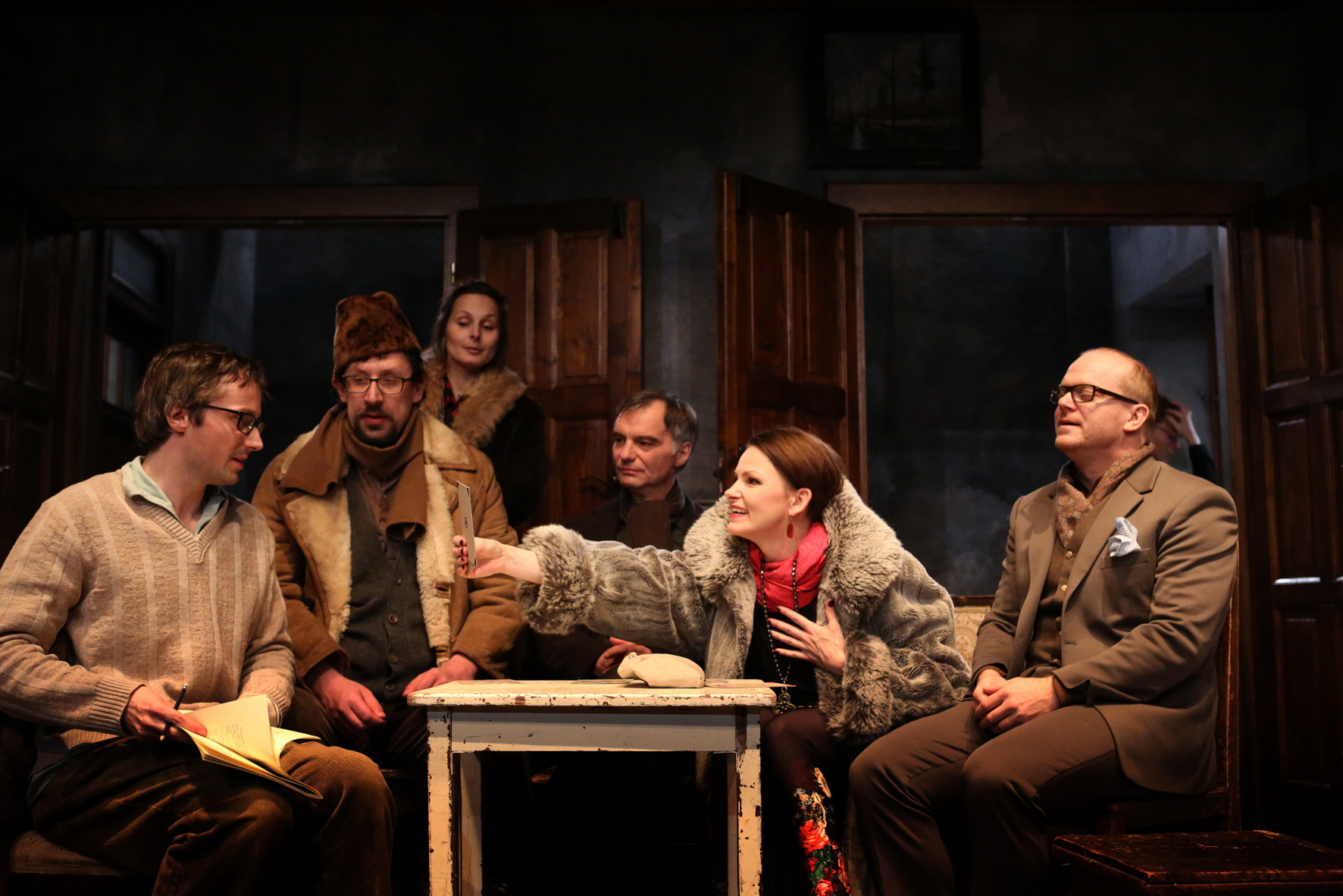
Představení Racka v Dejvickém divadle, zleva: Konstantin Treplev (Jaroslav Plesl), Ilja Šamrajev (Pavel Šimčík), Pavlína, jeho žena (Zdeňka Žádníková), Boris Trigorin (Ivan Trojan), Irina Arkadinová (Klára Melíšková), Jevgenij Dorn (David Novotný), Máša (Lenka Krobotová).
foto: Hynek Glos

Racek (rusky Чайка) je drama, které napsal v roce 1895 ruský spisovatel Anton Pavlovič Čechov.
Hra má čtyři dějství.
Racek je považován za přelomovou hru v dějinách evropského moderního dramatu. Děj hry, který nemá žádnou výraznější linii, je potlačen a čelné místo získává vnitřní život postav. Hra zároveň obsahuje řadu komicky absurdních situací. Hře dominuje šest jednostranných milostných vzplanutí. Přestože je Racek protkán řadou milostných vztahů, typicky pro Čechova, postavy si povídají o literatuře. Jejich vztahy a postoje lze poznat často pouze díky drobným zmínkám v textu nebo detailům v hereckém projevu jednotlivých protagonistů.
Ačkoli hra obsahuje řadu pochmurných míst a témat (nešťastná láska, rozpad osobnosti, sebevražda, alkoholismus), Čechov ji označil jako komedii. Snažil se tak vyjádřit své nazírání na život, který i přes řadu nešťastných momentů má převážně groteskně-absurdní charakter.

## Děj
Hrdinové prožívají své nenaplněné sny, lásky a zklamání z neúspěchů. Konstantin Treplev, mladý ambiciózní dramatik a spisovatel (Čechovovo alter ego, postava je rovněž označována jako ruský Hamlet), se snaží upoutat pozornost své matky, herečky Arkadinové a získat lásku dívky ze sousedství Niny Zarečné. Domácí představení jeho divadelní prvotiny, v níž vystupuje Zarečná, sklidí neúspěch, částečně i matčinou zásluhou. Trepleva opouští i Nina, která se sblíží s milencem Arkadinové, úspěšným povídkářem Trigorinem (druhé Čechovovo alter ego v hře). Nina nakonec s Trigorinem utíká a zanechávají tak za sebou zlomená srdce Trepleva a Arkadinové. Nina se stává po vzoru Arkadinové herečkou. Linii milostných vzplanutí navršují neopětovaná láska dcery správcových domu Máši k Treplevovi, láska učitele Medvěděnka k Máše a Mášiny matky k lékaři Dornovi.
Po dvou letech se ukazuje, že postavy nebyly schopny nalézt žádné přijatelné řešení svých životů. Máša si vzala Medvěděnka a stala se z ní alkoholička, Treplev se stal spisovatelem, ale dál se utápí v tvůrčích depresích atd. Nina se vrací a schází se s Treplevem, který ji stále miluje, Nina mu vyjevuje svůj zničený život a Trepleva podruhé opouští. Ten spáchá sebevraždu. Příčina Treplevovy sebevraždy nabízí řadu různých interpretací a záleží na režisérovi, jakou z nich divákům v představení nabídne.
Hra je prostoupena řadou hlubokých i banálních rozhovorů o podstatě tvorby, postavení umělce ve společnosti a jeho úloze, o divadle a potřebě originality v tvůrčí činnosti (vyjadřují se k ní postupně Arkadinová, Trigorin, Treplev, Zarečná a v komicky absurdní rovině i správce Šamrajev).
Hra dostala název podle racka, o kterém se ve hře často mluví. Racek představuje ptačí volnost a možnost vzletu (Nina opouští rodinu a stává se herečkou), ale i snadnou oběť pro náhodného lovce (Ninino a Treplevovo zlomené srdce). Příběh o zabitém rackovi vypravuje Nina Trigorinovi, jenž inspirován vyprávěním napíše povídku „o dívce volné jako racek“. Ninin život se paradoxně završí podobně jako osud zastřeleného racka.

## Postavy
- Irina Arkadinová, herečka
- Konstantin Treplev, její syn
- Petr Sorin, její bratr
- Boris Trigorin, spisovatel
- Nina Zarečná
- Šamrajev, správce Sorinova domu
- Pavlína, jeho žena
- Máša, jejich dcera
- Jevgenij Dorn, lékař
- Semjon Medvěděnko, učitel

## Inscenace
- 1971 – Divadlo Za branou, režie Otomar Krejča, hrají: Vlasta Chramostová, ...
- 1994 – Divadlo Na zábradlí, režie Petr Lébl, hrají:  Radek Holub, Barbora Hrzánová, Jorga Kotrbová, Bořivoj Navrátil, Magdaléna Sidonová, Karel Dobrý, Zdena Hadrbolcová, Jiří Ornest, Leoš Suchařípa, Bohumil Klepl, Ladislav Klepal, Edita Zákravská; TV záznam 1996: viz ČSFD
- 2006 – Český rozhlas, překlad: Leoš Suchařípa, režie: Aleš Vrzák, hrají: Vilma Cibulková, Alexandr Rašilov, Petr Pelzer, Klára Sedláčková-Oltová, Jan Vlasák, Jitka Smutná, Vanda Hybnerová, Miroslav Etzler, Bořivoj Navrátil, Radek Holub.[1]
- 2013 – Dejvické divadlo, překlad: Leoš Suchařípa, režie: Michal Vajdička, premiéra 21. března 2013, hrají: Klára Melíšková, Jaroslav Plesl, Veronika Kubařová, Ivan Trojan, Miroslav Krobot, David Novotný, Lenka Krobotová, Václav Neužil, Zdeňka Žádníková, Pavel Šimčík.[2]
- 2017 – Divadlo v Dlouhé, překlad: Leoš Suchařípa, režie: Martin Kukučka, Lukáš Trpišovský (SKUTR), premiéra 25. 5. 2017, hrají: Marie Poulová, Pavel Neškudla, Klára Sedláčková-Oltová, Petr Jeništa/Ondřej Rychlý, Jan Vondráček, Pavel Tesař, Eva Hacurová, Jan Meduna, Magdalena Zimová, Tomáš Turek, Martin Veliký, Lenka Veliká, Michaela Doležalová.[3]
- 2024 – Divadlo Na zábradlí,  překlad: Leoš Suchařípa, režie Jiří Havelka, hrají: Jana Plodková, Vojtěch Vondráček, Johana Matoušková, Jiří Vyorálek, Jakub Žáček, Kateřina Císařová, Jiří Černý[4]